# 1310
1310 (MCCCX) a fost un an obișnuit al calendarului iulian, care a început într-o zi de sâmbătă.

## Evenimente
- 11 mai: 54 membri ai Ordinului templierilor sunt arși pe rug în Franța.
- 10 iunie: Victorie a guelfilor din Genova asupra "căpitanului poporului" Opizzimo Spinola.
- 14 iunie: La Veneția, începe conspirația lui Bajamonte Tiepolo.
- 17 iunie: Bajamonte Tiepolo este condamnat la patru ani de exil, în Istria.
- 10 iulie: Constituirea Consiliului celor Zece, la Veneția.
- 20 iulie: Ducii Eric și Valdemar obligă pe fratele lor, regele Birger al Suediei, să împartă regatul: Birger rămâne să stăpânească în Suedia orientală, Gotland și Viborg în Finlanda, în vreme ce ducii își împart Suedia occidentală, Värmland și provincia Dalecarlia.
- 15 august: O cruciadă, finanțată și propovăduită de Papalitate, ajunge la Rodos; de acolo, flota lor, pusă la dispoziția cavalerilor ospitalieri, luptă împotriva turcilor.
- 27 august: Regele Carol Robert al Ungariei se încoronează la Székesfehérvár, reușind să se impună ca rege; situația precară a reședințelor tradiționale ale regatului (Buda, Strigoniu și Székesfehérvár) îl face să își stabilească curtea la Timișoara.
- 23 octombrie: Împăratul Henric al VII-lea de Luxemburg pătrunde în Italia prin pasul Mont-Cenis; expediția sa militară se desfășoară pe fundalul unei noi intensificări a confruntărilor dintre guelfi și ghibelini.
- 9 decembrie: Regele Boemiei, Henric I de Carintia, este alungat din Praga; ca urmare, împăratul Henric al VII-lea înfeudează regatul către fiul său, Ioan I de Luxemburg.
- 23 decembrie: Henric al VII-lea pătrunde în Milano, restabilind pacea în oraș.

### Nedatate
- Ducele de Atena, Gauthier al V-lea de Brienne, recrutează mercenari catalani, pentru a lupta împotriva Bizanțului.
- După o luptă împotriva tătarilor, Basarab I este numit "mare principe" al Țării Românești de către conducătorii locali; formațiunea statală continuă să se afle sub dominația regelui Ungariei.
- Începutul domniei lui Basarab I, în Țara Românească (cca. 1310-1352).
- Regele Denis I al Portugaliei susține pe cavalerii templieri, persecutați de regele Filip al IV-lea cel Frumos al Franței.
- Reprimarea unei răscoale a orașului Lyon.
- Tratat comercial între Imperiul bizantin și Veneția.

## Arte, științe, literatură și filosofie
- Este reconstruită biserica Sf. Dimitrie, la Mistra.
- Este realizat primul orologiu mecanic, la Florența.

## Nașteri
- 30 aprilie: Cazimir al III-lea, rege al Poloniei (d. 1368)
- 30 noiembrie: Frederic al II-lea, margraf de Meissen (d. 1349)
- Andronic al III-lea, împărat de Trapezunt (d. 1332)
- Antonio Pucci, poet italian (d. 1388)
- Egidio Albornoz, cardinal și condottier spaniol (d. 1367)
- Jean de Roquetaillade, alchimist francez (d. 1365)
- Leon al V-lea, rege al Armeniei Mici (d. 1341)
- Lorenzo Celsi, doge de Veneția (d. 1365)
- Urban al V-lea (n. William de Grimoard), papă al Romei (d. 1370)

## Decese
- 28 octombrie: Atanasie I, 79 ani, patriarh ecumenic de Constantinopol (n. 1230)
- 10 decembrie: Stephan I, 38 ani, duce de Bavaria (n. 1271)

- Constantin al III-lea, 31 ani, rege al Armeniei (n. 1278)
- David al VI-lea, rege al Georgiei (n. ?)
- Georgios Pachymeres, 67 ani, istoric bizantin (n. 1242)
- Henric al III-lea, duce de Silezia-Glogau (n. ?)
- Lanfranco din Milano, 59 ani, medic și chirurg italian (n. 1250)
- Muhammad al III-lea, 52 ani, sultan de Granada (n. 1257)